# 阿瑟·貝爾福
阿瑟·詹姆斯·贝尔福，第一代贝尔福伯爵，KG，OM，PC，DL（英語：Arthur James Balfour, 1st Earl of Balfour，1848年7月25日—1930年3月19日），英国保守党政治家。曾任首相，任期自1902年7月开始，1905年12月结束。后任外交大臣，任期自1916年开始，1919年结束。
贝尔福生于苏格兰，曾经接受哲学教育。1874年大选后，他首次进入国会。贝尔福初入政坛时，被人视为一个门外汉，直至1887年，他获任为爱尔兰布政司，表现出色，在1887年引入强制法，以针对爱尔兰土地战争期间出现的杯葛、恐吓和非法集会。
1902年7月，贝尔福接过叔父第三代索尔兹伯里侯爵的两个职位（英国首相和保守党下议院领袖）。贝尔福担任首相期间，英国成功与法国签订挚诚协定，但保守党却因关税改革的问题而分裂。1905年12月，他向自由党让出权力。在次年1月的大选中，保守党及其盟友自由统一党大败，在国会中只剩下157个席位。贝尔福本人亦失去了东曼徹斯特选区席位，但他在一次补选中取得了伦敦市选区席位，重入国会。在大卫·劳合·乔治和国会审议1911年国会法令期间，他一直担任反对党领袖。1911年11月，因未能领导保守党赢得1910年两个大选，贝尔福辞去保守党下议院领袖一职。
贝尔福在1915年5月组成的联合政府中出任第一海军大臣，后于大卫·劳合·乔治所领导的联合政府中担任外交大臣（任期由1916年开始，1919年结束）。担任外相期间，他发布了贝尔福宣言，支持犹太人在巴勒斯坦地区建立家园，他亦因此广为人知。在1922年大选中，贝尔福退休，获封伯爵。在20世纪20年代晚期，他再度出山，在斯坦利·鲍德温第二次政府中任职。

## 早年生涯

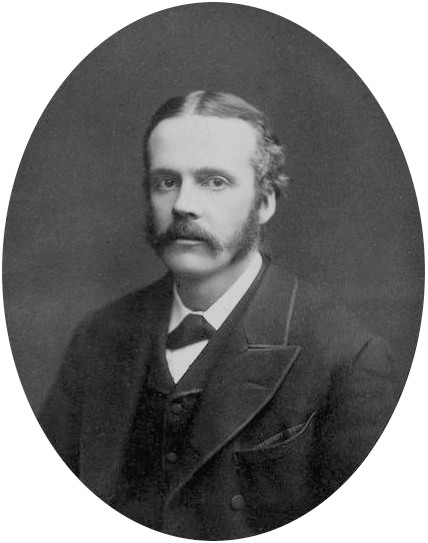
早年贝尔福

阿瑟·贝尔福生于苏格兰東洛錫安韋定咸，父亲是詹姆斯·梅特兰·贝尔福（James Maitland Balfour，1820年-1856年），母亲是布兰奇·加斯科因-塞西尔女爵（Lady Blanche Gascoyne-Cecil，1825年-1872年）。贝尔福生于一个政治世家，他的父亲曾是议员，而他的母亲则是政治家第三代索尔兹伯里侯爵（后为首相）的姊妹。他的教父是威灵顿公爵。贝尔福是家中长子，在八个孩子中排行第三，有四个兄弟，三个姊妹。他起初受教于赫特福德郡霍兹登一间预备学校（1859年-1861年），后入伊顿公学（1861年-1866年），师从有一定影响力的学者威廉·约翰逊·科里（William Johnson Cory）。自伊顿公学毕业后，贝尔福入剑桥大学三一学院深造，修读人类科学（Human science），最终以二级荣誉毕业。他的兄弟，弗朗西斯·梅特兰·贝尔福（Francis Maitland Balfour，1851年-1882年）是剑桥大学一位知名的胚胎学家。
1875年，贝尔福的意中人，表亲梅·利特尔顿（May Lyttelton）因斑疹伤寒而病逝。尽管他后来说，“大体上没有影响”，但实际他上显得心烦意乱。后来贝尔福从灵媒处收到一系列讯息，称是利特尔顿给他的。这个事件被称为“圣枝主日案件”（Palm Sunday Case）。贝尔福大概因此而终身未婚。后来，马戈特·坦南特（Margot Tennant）有意嫁给他，却遭到他如此回复：“不，我还是喜欢独自继续我的人生。”他的家居由他同样终身未婚的姊妹爱丽丝打点。中年时，贝尔福和玛丽·查德仕，埃尔科女爵开展一段长达四十年的友谊。
1874年，他获选为赫特福德选区国会议员，从此，他多次连任该区议员，至1885年结束。1878年春，贝尔福受叔父索尔兹伯里勋爵任用为私人秘书。他亦因此随叔父往德国，参加柏林会议。会议重建了俄土战争后的国际秩序，贝尔福获益良多（在国际政治方面）。这段时期里，他在学术界有一定的知名度，他在1879年出版的著作“Defence of Philosophic Doubt”，使贝尔福这个名字在哲学界有一定声望。
贝尔福公私分明。1880年大选后（因他是私人秘书，大选期间公务繁忙），他在国会中更加活跃。在一段时间里，贝尔福和伦道夫·丘吉尔勋爵、亨利·德拉蒙德·沃尔夫爵士、约翰·埃尔登·戈斯特是盟友。他们之间的联盟被称为四人派（Fourth Party）。四人派因其首领丘吉尔大肆批评“老人帮”（Old Gang）重要成员，如斯塔福·诺思科特爵士和克罗斯勋爵等人，而臭名昭著。

## 于索尔兹伯里勋爵政府中任职

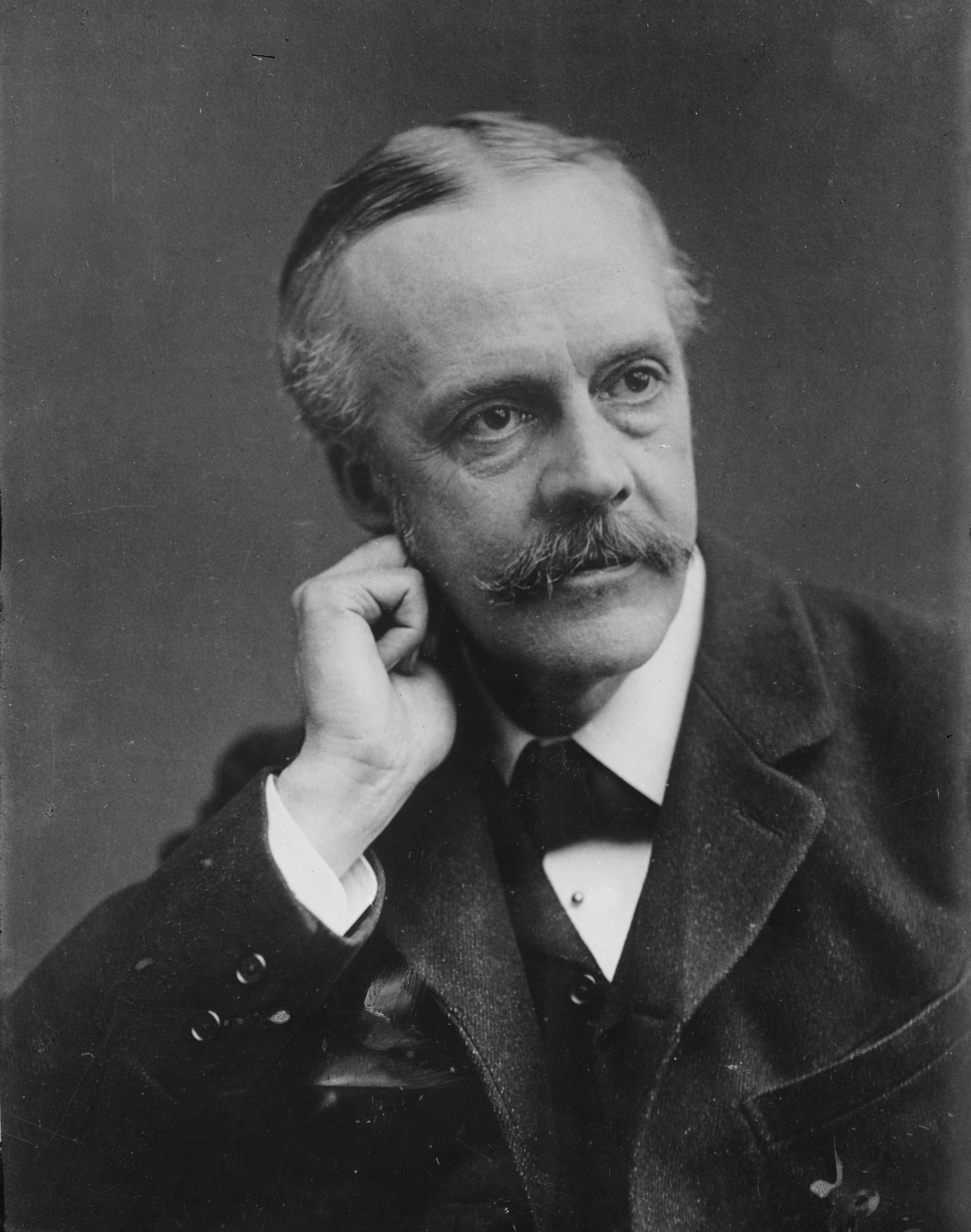
贝尔福，乔治·格兰瑟姆·贝恩所摄

1885年，索尔兹伯里勋爵任命贝尔福为地方政府委员会主席（President of the Local Government Board），次年他又获任为苏格兰大臣，更获得一个内阁级职位。这几个职位，锻炼了他多方面的能力。1887年初，爱尔兰布政司迈克尔·希克斯·比奇爵士（Sir Michael Hicks Beach）病重辞职，索尔兹伯里勋爵让他的侄子，贝尔福接过比奇的职务。此举在政治界引起不少争议，甚至可能是英国短语“Bob's your uncle!”的出处。贝尔福担任爱尔兰布政司期间，引入强制法，执法冷酷无情，震惊舆论界，并因此得到一个外号“血腥的贝尔福”。他因此而赢得一定政治声望，不再被视为新手。
贝尔福反对要求爱尔兰自治（Home Rule）的爱尔兰国会党（Irish Parliamentary Party），和约瑟夫·张伯伦所领导的自由统一党（Liberal Unionist Party）结盟，并大力支持爱尔兰的统一主义活动。1890年，为改善民生，贝尔福创立了爱尔兰高密度区域委员会（Congested Districts Board for Ireland）。这段时期（1886年-1892年）内，他锻炼了自己的演讲能力，成为了一个知名的演讲家。贝尔福的演讲，合乎逻辑，充满说服力，深受大众欢迎。
1891年，第一财政大臣、下议院领袖W·H·史密斯逝世，贝尔福接替他两个职位（这是这个职位最后一次不是由首相兼任）。1892年，政府倒台，接下来的三年里，他都是反对党的一员。1895年，保守党再度上台，贝尔福再次担任第一财政大臣和下议院领袖。1896年，他改革教育的提案因国会审议缓慢而流产，不过国会仍然通过了改善爱尔兰政府系统的草案，他为此感到高兴。在1895年-1900年间，贝尔福积极参与了国会内多个关于外国和国内问题的辩论。
1898年，索尔兹伯里勋爵病重，贝尔福接管了外交部，负责在华北铁路的问题上和俄国协商。1899年，英国和德兰士瓦、奥兰治爆发战争，作为内阁成员的他有一定责任。战争初期，英军受挫，张伯伦第一个意识到要全力进行这场战争。他在下议院中的领导地位基本上无人质疑。

## 首相生涯

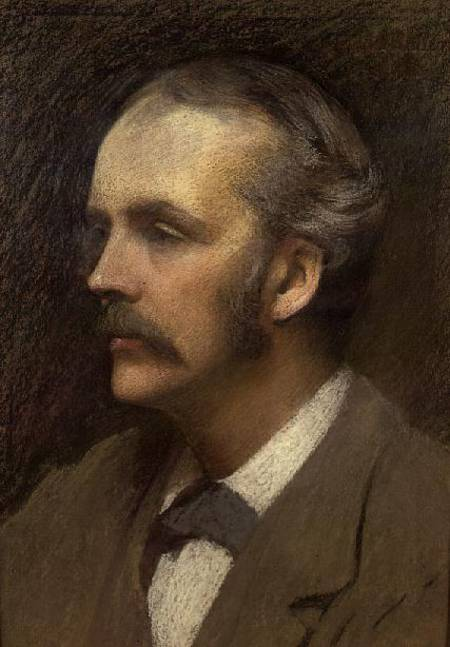
贝尔福肖像（1892年）

1902年7月11日，索尔兹伯里勋爵辞职，贝尔福在盟友自由统一党的支持下继任为首相。他上任之时，正直爱德华七世登基、第二次布尔战争结束。在一段时间内，贝尔福都没有多大的反对力量。自由党成员对布尔战争意见不一，一片混乱。内阁的首要任务有两个，第一个是延伸教育法令，第二个是购买爱尔兰土地。贝尔福政府另一个引人注目的举动是建立了帝国国防委员会（Committee on Imperial Defence）。
在外交方面，贝尔福与其外交大臣兰斯多恩勋爵（Lord Lansdowne）戏剧性地决定要与法国修好，最后在1904年和法国签署了挚诚协定。在这个时期内，日本和俄国之间爆发了战争，而英国作为日本的盟友，在战争的尾声和俄国之间发生了多格灘事件。但贝尔福却忙于国内政务，将外交问题交给了兰斯多恩勋爵。
贝尔福并不相信美国关于平等的观念。在协商建立国际联盟期间，美国独立宣言中的“人人生而平等”成为话题。威尔逊总统的随从豪斯上校称贝尔福“不相信那个19世纪的命题。他相信在某个特定的国家内，人人生而平等，但生于中非的人和欧洲人相比，并不平等。”
预算显然有不少盈余，可以不征收税款。预算引起了激烈讨论，其他问题都被暂时搁置，引起了一个新的政治运动。财政大臣查尔斯·汤姆森·里奇（Charles Thomson Ritchie）减免谷物入口税，引起约瑟夫·张伯伦发起关税改革运动，旨在免本国工业于外国竞争、提高政府收入，无须提高税率、进行更多社会福利计划。会议进行期间，自由统一党成员之间的分歧越来越大。关税改革大受自由统一党支持者欢迎，但该政策提高进口食品价格，不能实现。贝尔福希望内阁、政党内的自由贸易者和关税改革者产生分歧，而他本人则主张征收报复性关税，更能促进全球自由贸易。
然而，政府中的自由贸易支持者和关税改革支持者不够多。1903年末，在贝尔福的同意下，张伯伦辞职，退出内阁，在全国各地进行关税改革运动。同时，贝尔福试图通过接受支持自由贸易的大臣辞职，平衡两派力量。首先申请辞职的是财政大臣里奇，紧接着的是德文郡公爵（Duke of Devonshire，前为哈丁顿勋爵）。重臣先后离开政府，令政府变得脆弱。到了1905年，自由统一党已经没有多少个自由贸易者（1904年，温斯顿·丘吉尔在奥尔德姆落选，转到了自由党），但贝尔福的举动使得政府倒台。
1905年12月，贝尔福辞去首相职务，希望自由党党魁坎贝尔-班纳曼无法组成一个强势政府。班纳曼当上首相后不久，自由党几个重要成员企图迫使他升入上议院，削弱他对下议院的影响力，是为维吕加合谋（The Relugas Compact）。班纳曼得悉这个企图后，马上解散国会，大选随之展开。大选中，保守党大败，在下议院中只剩下157个席位，甚至贝尔福自己也失去了下议院席位。后来，他在伦敦市选区补选中胜出，重返国会。在他重返国会前，下议院保守党议员暂时由张伯伦领导。

## 晚年生涯

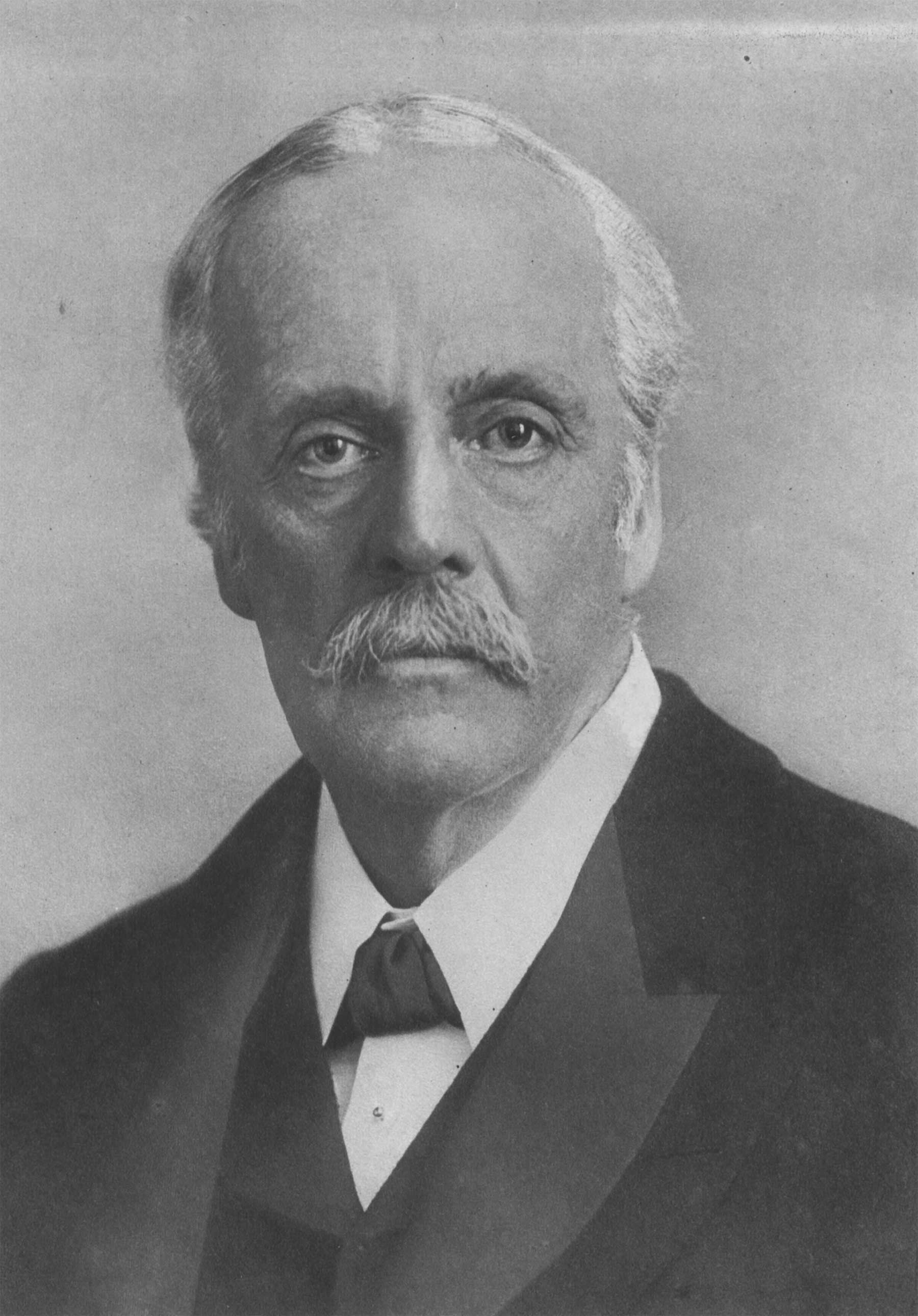
老年贝尔福

1906年大选中，保守党再度大败，但贝尔福仍是党内领袖，他的力量更因张伯伦在同年7月中风，无法参政而增强。虽然如此，他仍然无法和下议院内占多数的自由党对抗。贝尔福和执政党辩论，希望能鼓舞他的支持者。他采用他以往的方式发言，被班纳曼称是“愚蠢的”。后来，为阻碍自由党政府管治，贝尔福和上议院议员兰斯多恩勋爵联手，在上议院（自由统一党在上议院占多数）否决自由党的法令。1906年-1909年间，自由党的多个法令被上议院否决，大卫·劳合·乔治为此评论，上议院已不再是“宪法的看门狗，而是成為贝尔福先生的狮子狗。”劳合·乔治最后提出人民预算（People's Budget），挑起宪政危机。自由党又提出1911年国会法令（Parliament Act 1911），如果法令通过，上议院的否决权将会被大幅削减，拖延通过法令的时间，最长只能两年。1910年，自由统一党在两场大选中落败（贝尔福为此软化了对关税改革的态度，保证为食品税问题发起公投），上议院的自由统一党分裂，投票赞成法令，以免初登王位的乔治五世册封大量自由党人为贵族。法令通过后，贝尔福辞去其党魁职务，由安德魯·博納·勞接替他。
贝尔福自此仍是党内重要人物。1915年5月，自由统一党人获邀加入H·H·阿斯奎斯。贝尔福接替第一海军大臣温斯顿·丘吉尔的职务。1916年12月，阿斯奎斯政府倒台，接替他的是大卫·劳合·乔治。但贝尔福却未因此而退出政府。他留任第一海军大臣几日后，调职外交大臣，但正值一战，战时内阁实际上没有外交大臣的位置。贝尔福经常不能参与政府内部运作。外交大臣任内，贝尔福发表著名的1917年贝尔福宣言。这是一封写给羅斯柴爾德勋爵（Lord Rothschild），他在信中表示支持犹太人在巴勒斯坦建立民族家园。
1919年，凡尔赛和会结束后，贝尔福辞去外交大臣一职，但并未退出政府，改任枢密院议长。1921年，他代表英国参加华盛顿海军会议。
1922年，保守党后座议员叛乱，反对联合政府。贝尔福因此辞去枢密院议长职务，退出政府。博納·勞随即接替劳合·乔治。同年，贝尔福获册封为贝尔福伯爵。和上届政府的不少大臣一样，他没有在博納·勞政府中任职。虽然如此，在1923年5月，贝尔福仍然获得乔治五世的邀请，让他接替博納·勞，成为保守党党魁。当一位女士（寇松勋爵的妻子，格莱斯·寇松，凱德爾斯頓的寇松侯爵夫人）问他“亲爱的乔治”（寇松勋爵）会不会被选为党魁时，他回答到：“不，亲爱的乔治不会被选为党魁，但他还有格莱斯的爱。”
1924年，斯坦利·鲍德温第二次担任首相。和前几次一样，贝尔福一开始没有加入政府，但是，在1925年，他又一次加入内阁，接替枢密院议长寇松勋爵，他的任期在1929年结束。1925年，贝尔福到访圣地。
1928年之前，贝尔福只发过几次烧，患过几次流感，身体大体上还算健康，还不时打网球，他一度担任英国国际草地网球俱乐部（International Lawn Tennis Club of Great Britain）主席。到1928年末，他大部分的牙齿已被拔去，循环系统也出现问题，一直无法恢复。1929年1月，贝尔福离开在惠廷茲漢姆（Whittingehame）的家，到兄弟杰拉尔德·贝尔福（Gerald）在薩里郡沃金（Working）费谢山（Fisher's Hill）的家居住。他一直患有静脉炎（Phlebitis），到1929年末，这个病已经固化。1930年3月19日，在朋友探访贝尔福后，他终于病逝。同年3月22日，他被安葬在惠廷茲漢姆，家人的坟墓旁边，葬礼按苏格兰国教会的仪式进行。不少人冒着大雪远道而来参与葬礼。贝尔福逝世后，他的爵位由兄弟杰拉尔德继承。
贝尔福在泰晤士报、卫报、先驅報的讣闻都没有提到他发表的贝尔福宣言。

## 阿瑟·贝尔福内阁，1902年7月-1905年12月

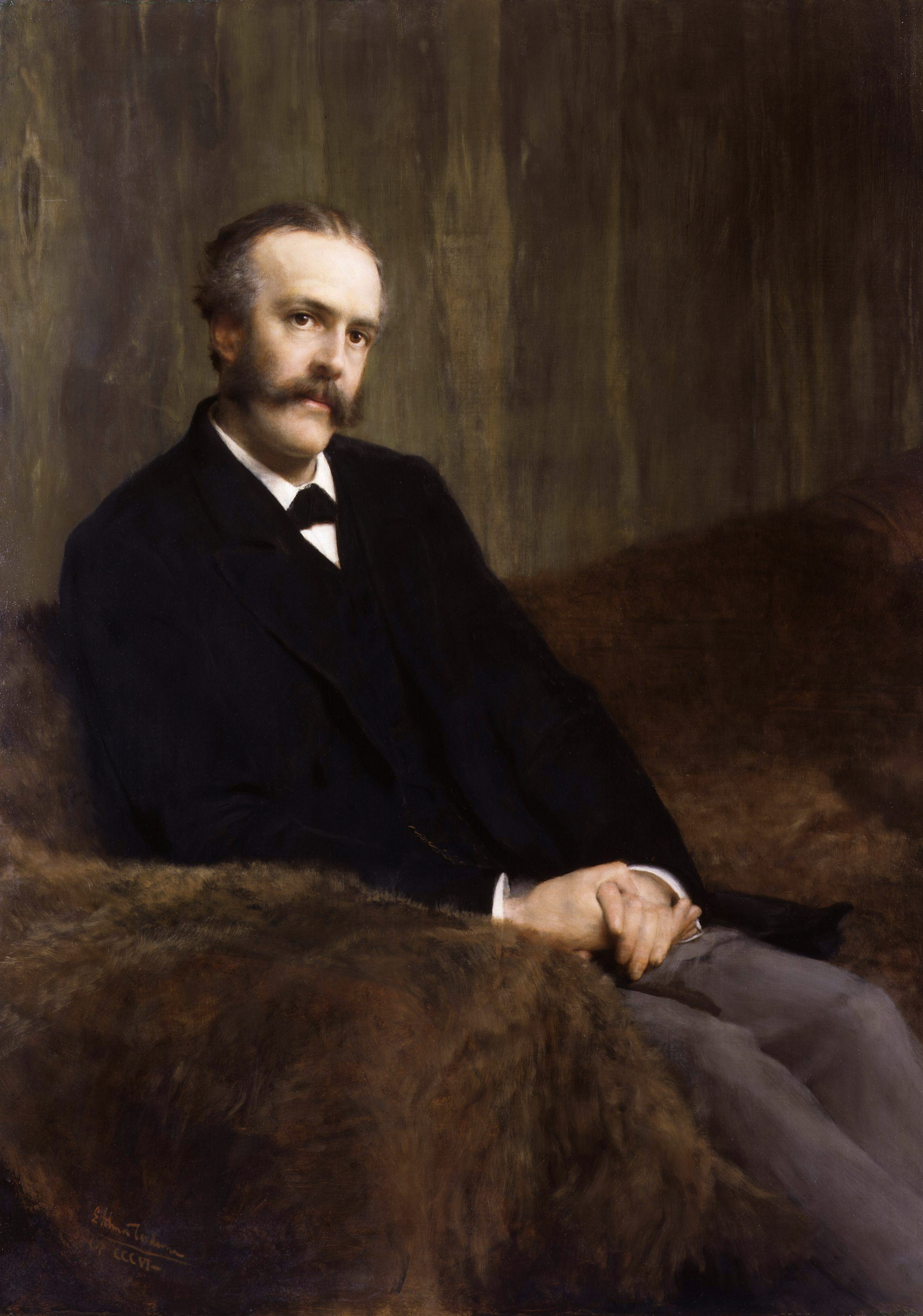
阿瑟·贝尔福，勞倫斯·阿爾瑪-塔德瑪绘

- 阿瑟·贝尔福 - 第一财政大臣、掌璽大臣及下议院领袖
- 哈丁·吉福德，第一代霍尔斯伯里伯爵 - 大法官
- 德文郡公爵 - 枢密院议长及上议院领袖
- 阿雷塔斯·埃克斯-道格拉斯 - 内政大臣
- 兰斯多恩勋爵 - 外交大臣
- 约瑟夫·张伯伦 - 殖民地大臣
- 圣约翰·布罗德里克 - 陸軍大臣
- 乔治·汉密尔顿勋爵 - 印度事务大臣
- 塞尔伯恩勋爵 - 第一海军大臣
- 杰拉尔德·贝尔福 - 贸易委员会主席
- 查尔斯·汤姆森·里奇 - 财政大臣
- 威廉·胡德·沃尔龙德爵士 - 兰开斯特公爵领地事务大臣
- 乔治·温德姆 - 爱尔兰布政司
- 沃尔特·休姆·龙 - 地方政府委员会主席
- 罗伯特·威廉·哈瑙马 - 农业委员会主席
- 伦敦德里勋爵 - 教育委员会主席
- 阿什本勋爵 - 爱尔兰大法官
- 温莎勋爵 - 第一公共财产大臣
- 奥斯丁·张伯伦 - 邮政总长

### 变动
- 1903年5月，昂斯洛勋爵接替R·W·哈瑙马为农业委员会主席。
- 1903年9月-10月，伦敦德里勋爵接替德文郡公爵为枢密院议长，同时兼任教育委员会主席。兰斯多恩勋爵接替德文郡公爵上议院领袖的职务，同时兼任外交大臣。索尔兹伯里勋爵接替贝尔福掌璽大臣的职务。奥斯丁·张伯伦接替里奇为财政大臣。接替奥斯丁·张伯伦邮政总长职务者，并非内阁成员。阿尔弗雷德·利特尔顿接替约瑟夫·张伯伦为殖民地大臣。布罗德里克接替乔治·汉密尔顿勋爵为印度事务大臣。休·阿诺德-福斯特接替布罗德里克为陆军大臣。
- 1905年3月，安德鲁·格拉汉姆-默雷接替温德姆为爱尔兰布政司。索尔兹伯里勋爵接替杰拉尔德·贝尔福为贸易委员会主席，同时兼任掌璽大臣。考德勋爵接替塞尔伯恩勋爵为第一海军大臣。艾尔文·费罗斯接替昂斯洛勋爵为农业委员会主席。

## 作品及学术成就
贝尔福的作品包括：
- Defence of Philosophic Doubt（1879年）
- The Humours of Golf，白明顿图书馆藏书中关于高尔夫的一卷的一章。（1890年）
- Essays and Addresses（1893年）
- The Foundations of Belief, being Notes introductory to the Study of Theology（1895年）
- Questionings on Criticism and Beauty，基于他的罗曼纳讲座编写。（1909年）
- Theism and Humanism，基于他1914年的吉福德讲座编写，至今仍有印刷。（1915年）
- Theism and Thought，基于他1922年的吉福德讲座编写。（1923年）

爱丁堡大学、圣安德鲁斯大学、剑桥大学、都柏林大学、格拉斯哥大学分别在1881年、1885年、1888年、1891年给予贝尔福荣誉法律博士学衔，1891年又获牛津大学给予民法博士。1886年，担任圣安德鲁斯大学的校长，1890年，担任格拉斯哥大学的校长，1891年，担任爱丁堡大学的校監，1888年，他是伦敦大学校董会的一员。1888年，他加入皇家学会，1902年，以外籍荣誉会员身份，入选美国艺术及科学学院，1904年，担任英国科学协会主席，1914年-1915年间，担任亚里士多德学会主席。他早年是个音乐家，后来成为了高尔夫玩家，在1894年-1895年间担任皇家圣安德鲁斯高尔夫球会队长。
他也是物理研究学会的成员，在1892年-1894年间担任其主席。

## 流行文化
- 贝尔福是两本基于爱丽丝梦游仙境的讽刺小说Clara in Blunderland、Lost in Blunderland的主角，在小说中名卡罗林·刘易斯。两本书的其中一个作者是哈罗德·贝格比。[9][10]
- 在乔治·格里菲斯的科幻爱情小说The Angles of the Revolution中，当时仍是反对党领袖的贝尔福当上了首相。

## 注脚
1. 1 2  Tuchman, The Proud Tower, p. 46.
2. ↑  Oppenheim, Janet. . Cambridge University Press. 1988: 132–133. ISBN 0-521-34767-X.
3. ↑  Wilson, A.N. . Random House. 2011: 530. ISBN 1-4464-9320-2.
4. ↑  Sargent, John Singer. . The Metropolitan Museum of Art. 1899, published February 2010  [2012-06-04]. （原始内容存档于2021-04-17）.
5. ↑  "Notes of David Hunter Miller", p. 183, Vol. I, The Drafting of the Convenant, 1928, Putnam.
6. ↑  . Time Magazine. 1925-04-13  [2012-07-06]. （原始内容存档于2012-03-07）.
7. ↑  Teveth, Shabtai (1985) Ben-Gurion and the Palestinian Arabs. From Peace to War. Oxford University Press. ISBN 0-19-503562-3. Page 106.
8. ↑   (PDF). American Academy of Arts and Sciences.   [2011-05-09]. （原始内容存档 (PDF)于2012-02-18）.
9. ↑  Sigler, Carolyn, ed. 1997. Alternative Alices: Visions and Revisions of Lewis Carroll's "Alice" Books. Lexington, KY, University Press of Kentucky. Pp. 340–347
10. ↑  Dickinson, Evelyn. 1902. "Literary Note and Books of the Month", in United Australia, Vol. II, No. 12, 20 June 1902

## 进阶阅读
- Harcourt Williams, Robin (Editor):  The Salisbury- Balfour Correspondence: 1869–1892, Hertfordshire Record Society (1998)
- Adams, R.J.Q.: Balfour: The Last Grandee, John Murray, 2007
- Anderson, Bernard:  Arthur James Balfour", Grant Richards, 1903
- Dugdale, Blanche:  Arthur James Balfour, First Earl of Balfour KG, OM, FRS- Volume 1, Hutchinson and Co, 1936
- Dugdale, Blanche:  Arthur James Balfour, First Earl of Balfour KG, OM, FRS- Volume 2- 1906–1930, Hutchinson and Co, 1936
- Egremont, Max: A life of Arthur James Balfour, William Collins and Company Ltd, 1980
- Green, E. H. H. Balfour (20 British Prime Ministers of the 20th Century); Haus, 2006.  ISBN 1-904950-55-8
- Mackay, Ruddock F.: "Balfour, Intellectual Statesman", Oxford 1985 ISBN 0-19-212245-2
- Raymond, E.T:  A life of Arthur James Balfour, Little, Brown, 1920
- Young, Kenneth:  Arthur James Balfour: The happy life of the Politician, Prime Minister, Statesman and Philosopher- 1848–1930, G. Bell and Sons, 1963
- Brendon, Piers: Eminent Edwardians (Houghton Mifflin Company, 1980) ISBN 0-395-29195-X
- Begbie, Harold: Mirrors of Downing Street- some political reflections, Mills and Boon (1920)
- Tuchman, Barbara W: The Proud Tower – A Portrait of the World Before the War (Macmillan, 1966)